# Исаевка (Мордовия)
Исаевка — деревня в Зубово-Полянском районе Мордовии России. Входит в состав Уголковского сельского поселения.

## История
Основана после отмены крепостного права переселенцами из села Мордовские Полянки.

## Население
| 2002 | 2010 |
| ---- | ---- |
| 124  | ↘117 |

Национальный состав
Согласно результатам Всероссийской переписи населения 2002 года, в национальной структуре населения мордва-мокша составляли 97 %.